# János Kriesch
János Kriesch (Reinthal, 29 marzo 1834 – Budapest, 21 ottobre 1888) è stato uno zoologo, agronomo e biologo ungherese.
Fu membro corrispondente dell'Accademia ungherese delle scienze. Servì come direttore generale dello zoo di Budapest, per un breve periodo nel 1868.
Il suo lavoro sulla zoologia si concentrò principalmente sul controllo dei pesci, inoltre, fu tra i primi rappresentanti ungheresi del darwinismo sociale. Uno dei suoi allievi più notevoli sono Lajos Méhelÿ. Suo figlio era Aladár Körösfői-Kriesch, un famoso pittore e artista.